# Pirottino

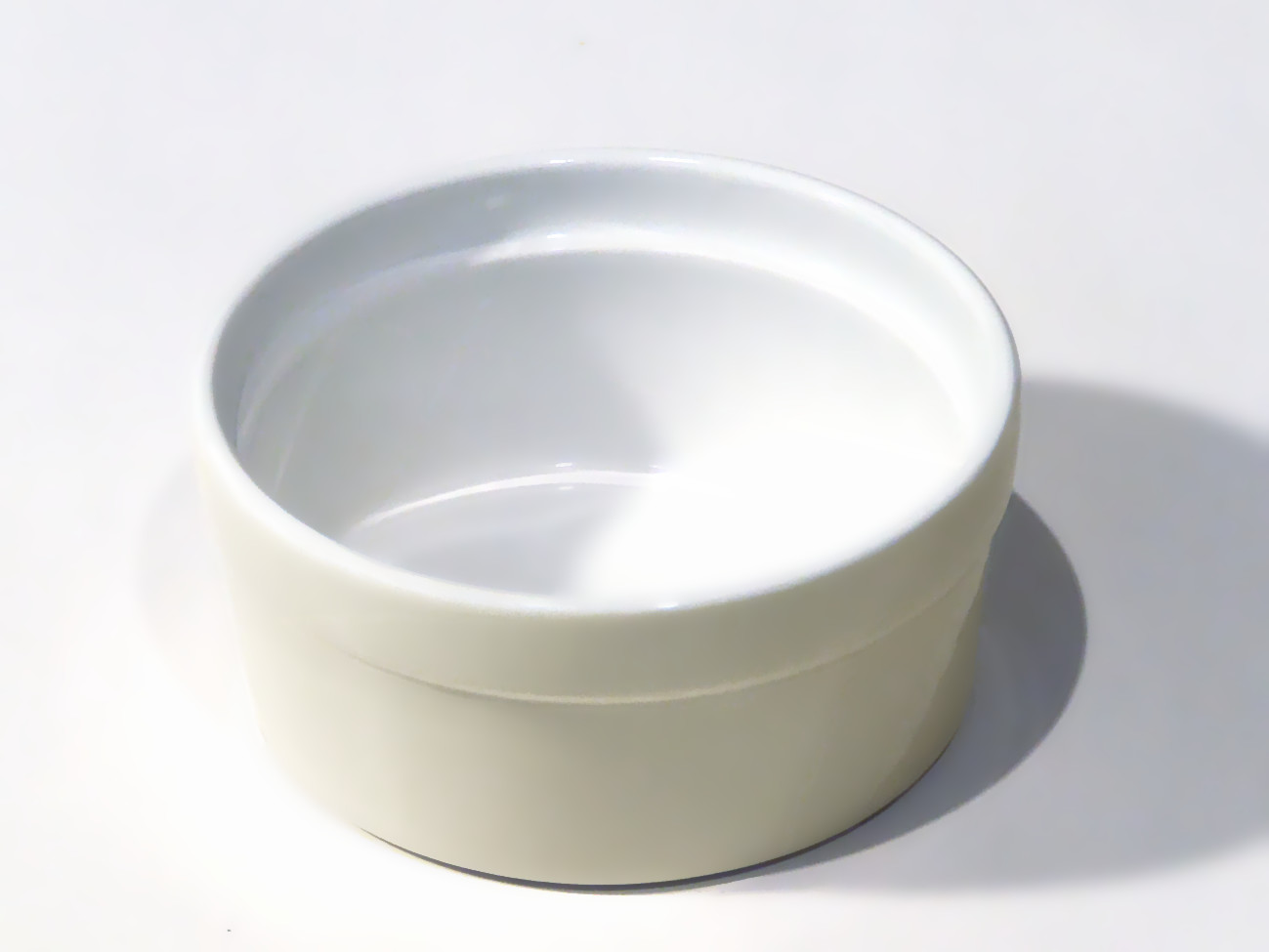
Pirottino in porcellana.

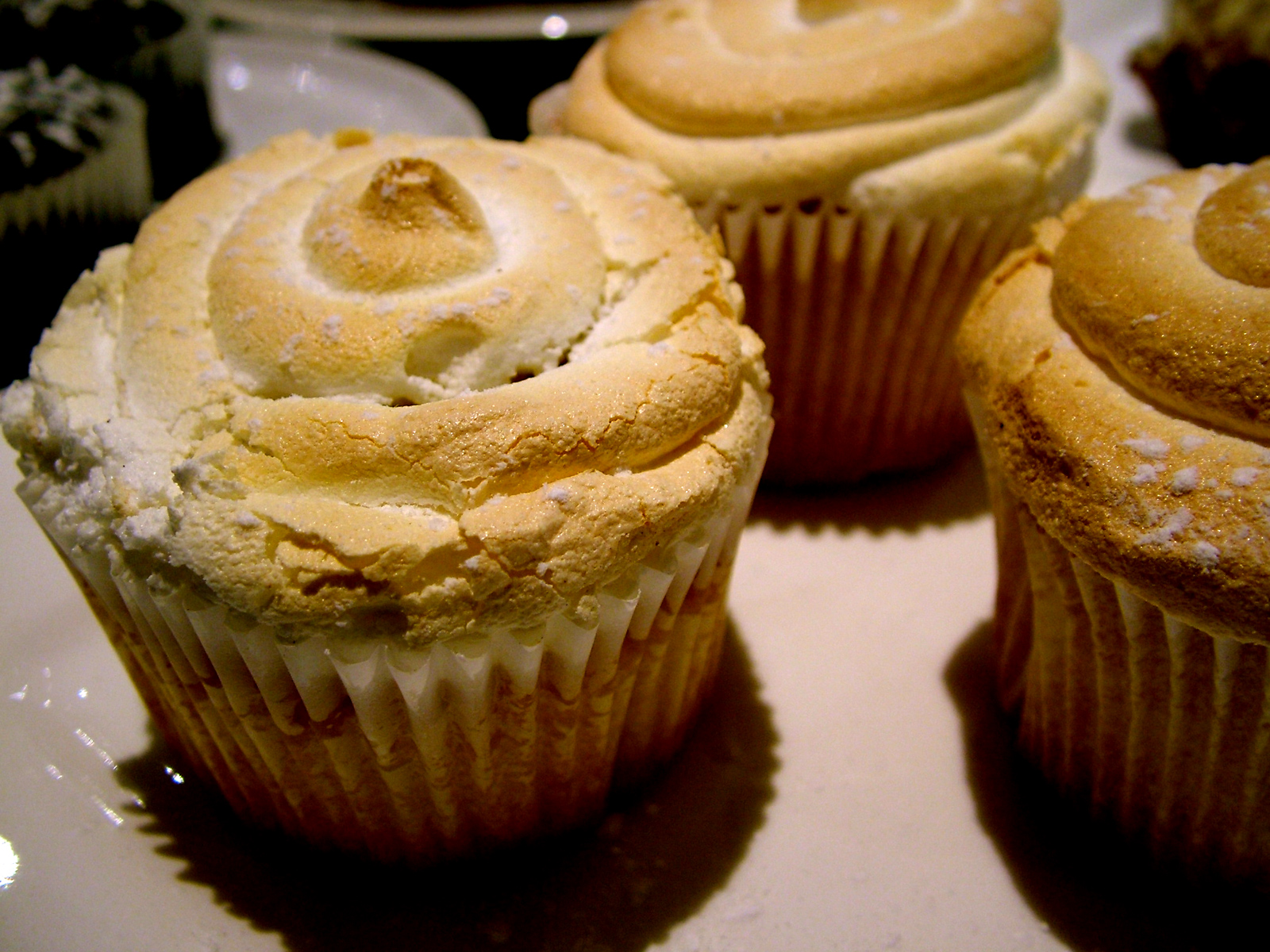
Pirottini di carta con meringa.

Originariamente il pirottino è un piccolo contenitore di carta plissettata, entro cui vengono presentate le paste o le fette di torta glassata. Oggi il termine si riferisce più spesso ad una piccola pirofila monodose realizzata in porcellana da forno. Dal punto di vista etimologico, la parola ha un'origine incerta, probabilmente deriva dal milanese "pirotta" (mortaio di legno a forma di scodella), anche se oggi si preferisce pensare che il prefissoide piro- collocherebbe questa parola nella stessa famiglia a cui appartiene il termine pirofila, con derivazione dal greco antico πῦρ (traslitterato: pyr), che significa "fuoco".

## Pirottino in carta o silicone
Oggi il nome sta frequentemente ad indicare il caratteristico contenitore ricavato da un foglio di carta da forno o in silicone per alimenti col bordo "a fisarmonica" usato in pasticceria come supporto di piccoli dolci, o con bordo liscio a volte merlato in sommità. È di varie dimensioni a seconda di quelle del contenuto.
Quello in carta viene realizzato ad alte temperature pressando il foglio di carta tramite degli stampi in bronzo appositamente realizzati, con un numero variabile di denti, corrispondente al numero di pieghe o di merli sul pirottino.